# Японія тоне (фільм, 2006)
«Японія тоне» (яп. 日本沈没, Nihon Chinbotsu, «Japan Sinks») — це Токусацу Фільм-катастрофа 2006 року режисера Сіндзі Хігучі (у його повнометражному режисерському дебюті). Це екранізація роману Японія тоне та рімейк його попередньої екранізації Японія потопає, обидва випущені 1973 року. У ньому грають Цуйоші Кусанагі, Коу Шибасакі, Ецусі Тойокава та Мао Даїчі.
Фільм вийшов на екрани 15 липня 2006 року. Фільм також відомий під назвою Судний день: Потоплення Японії.

## Сюжет
Пілот підводного апарата Тошіо Онодера прокидається затиснутим у своїй машині в Нумазу після землетрусу, який спричинив хаос у місті та сусідній затоці Суруга. Оскільки афтершок викликає вибух, рятувальний гелікоптер на чолі з Рейко Абе рятує його та молоду дівчину на ім'я Місакі.
У Токіо геологи та вулканологи всього світу занепокоєні Японією. Один прогнозує, що архіпелаг потоне протягом 40 років. Японський вчений-геолог Юсуке Тадокоро сумнівається в прогнозах і аналізує породи на островах Кюсю, Хоккайдо і Мангая на островах Кука, де він припускає, що ця порода прийшла зі стародавнього континенту Японії після того, як вона відкололася від Пангеї тисячі років тому. Тадокоро усвідомлює, що Японія потоне через 338,54 дні (що менше ніж за рік) замість початкової 40-річної оцінки. Тадокоро доносить свою теорію до Кабінету міністрів, рекомендуючи негайно вжити заходів, але жоден з міністрів не переконаний. Його викидають з камери, але не раніше, ніж він гнівно пояснює всім, як Японія потоне, а кульмінацією стануть руйнування Фосса Магна та виверження гори Фудзі.
Наступного дня прем'єр-міністр Ямамото вирушає до Китаю, щоб спробувати домовитися про майбутнє переселення японських біженців, і призначає свого близького колегу Саорі Такаморі міністром ліквідації наслідків стихійних лих. З'являються прогнози Тадокоро: на Хоккайдо вулканічна група Дайсецузан вибухає разом з горою Асо. Виверження знищило літак Ямамото, а охоплені жахом жителі міста Кумамото тікають, оскільки місто знищено від лавових бомб і пірокластичних потоків.
Такаморі впадає в паніку, коли дізнається про смерть прем'єр-міністра. Виверження вулканів, землетруси та цунамі сколихують Японію, починаючи з південного заходу на північний схід, впливаючи на масштабну евакуацію, яка зараз триває. Оскільки економіка руйнується, уряд оголошує надзвичайний стан, але виконувач обов'язків прем'єр-міністра Кьосуке Нозакі оголошує, що нації знадобиться п'ять років, щоб затонути. Через байдужість Нозакі до ситуації, Такаморі біжить до лабораторії Тадокоро, де пропонує використати експериментальну вибухівку N2, просвердлену в корі, щоб відокремити землю від мегаліту, який тягне її донизу. Міністр, який насправді є колишньою дружиною Тадокоро, закликає на допомогу бурові кораблі з усього світу.
Тим часом місто Хакодате зруйновано величезним цунамі, що змусило нажаханих жителів утекти, оскільки цунамі руйнує Горьокаку та багато інших будівель і споруд. Місакі, родину Рейко та інше населення Токіо евакуювали. Онодера зізнається у своїх справжніх почуттях до Рейко і хоче, щоб вона поїхала з ним до Англії. Афтершок остаточно знищив регіон Кінкі. Багато евакуйованих з Токіо загинули внаслідок масивного зсуву, а люди падають в долину внизу, коли Місакі врятує сім'я Рейко, вони стають свідками обвалення переповненого мосту.
Наступного дня Токіо зруйнував сильний землетрус. Він спровокував цунамі, яке знищило особливі райони Шібуя, Мінато і Чійода. Землетрус, який стався в Токіо, також вразив затонулу Осаку, Нагано (охоплене масивними потоками лави), Нагою (зруйноване ще одним землетрусом) і Сендай (затоплене серією цунамі).
Юкі Тацуя, пілот Онодери-підводника, гине, намагаючись активувати боєголовки з центрального модуля. Онодера займає його місце за допомогою старого підводного апарату, вивезеного з музейного сховища, і проводить ніч з Рейко перед операцією. Хоча він знайшов детонаційний модуль, раптовий зсув пошкодив його підводний апарат до такої міри, що він почав працювати від аварійного живлення. Онодера використовує всю решту потужності, щоб переміститися на місце та встановити детонатор. Вулканологи засвідчили початок виверження гори Фудзі. Онодера впорається зі своїм завданням і спокійно чекає його смерті. Боєголовки вибухають, створюючи ланцюг вибухів уздовж морського дна, ефективно руйнуючи тектонічні плити і рятуючи Японію.
Успіх місії досягає Такаморі на борту авіаносця <i id="mwPw">Shimokita</i>, що був переобладнаний як тимчасовий штаб японського уряду. Хоча вона рекомендує Нозакі звернутися до біженців, її колеги хочуть, щоб вона це зробила замість цього, враховуючи її лідерство під час кризи. Вона оголошує, що люди нарешті можуть повернутися, і вшановує хвилиною мовчання жертв Тацуї та Онодери. У префектурі Фукусіма мати Тошіо, яка хотіла залишитися у своєму будинку до кінця, дуже радіє, коли бачить, що птахи повертаються, що є ознакою його успіху. Рейко рятує свою сім'ю, коли вони дивляться на яскравий схід сонця, перш ніж почнуться титри, показуючи різко змінену Японію.

## Актори
- Цуйоші Кусанагі — Тошіо Онодера, пілот підводного апарата, який працює на Тадокоро
- Коу Шибасакі — Рейко Абе, член токійської гіперрятувальної команди
- Ецусі Тойокава — Юсуке Тадокоро, геолог
- Мао Даїчі — Саорі Такаморі, міністр науки та ліквідації наслідків стихійних лих
- Міцухіро Оікава — Юкі Тацуя, пілот підводного апарата
- Маюко Фукуда — Місакі Куракі, маленька дитина, знайдена в Нумазу
- Джун Кунімура — виконувач обов'язків прем'єр-міністра Кьосуке Нозакі
- Кадзуо Кітамура — міністр юстиції
- Кодзі Ісізака — прем'єр-міністр Ямамото
- Айко Нагаяма — мати Тошіо Онодери

Тецуро Тамба, який зіграв прем'єр-міністра Ямамото у фільмі 1973 року, зіграв епізодичну роль у ролі діда Рейко. Це була його остання роль у кіно перед смертю 24 вересня 2006 року. Творець Gundam Йошіюкі Томіно з'явився як один з біженців, що сідають на транспортний літак, і як буддійський монах у Кіото, що молиться за партію національних скарбів, яку відправляють за кордон.

## Порівняння зTidal Wave
- Фільм 2006 року закінчується врятуванням Японії після того, як серія неядерних надсильних вибухових детонацій розбиває її тектонічні плити, що тягне за собою всю країну. Оригінальний кінець фільму 1973 року більше схожий на книгу — Японія наприкінці кінців тоне, а гора Фудзі бурхливо вивергається.
- В оригінальному фільмі Рейко Абе — самотня жінка, яка шукає чоловіка. У фільмі 2006 року головний герой стає членом токійського загону гіперрятувальних служб. Обидві версії Рейко Абе виживають до кінця фільму: Рейко 2006 року зуміє врятувати свою сім'ю, а у версії 1973 року успішно втекли з Японії і востаннє її бачили на борту поїзда біженців, який проїжджав через невідому засніжену країну. Доля Абе в книзі залишається невідомою після того, як гора Фудзі руйнівно вибухає біля неї, коли вона телефонує Тошіо і просить його зустрітися в Женеві.
- В оригінальному фільмі 1973 року Тошіо Онодера виходить, і його востаннє бачили на поїзді для біженців, що проїжджав через пустелю. Онодера помирає у фільмі 2006 року.
- В оригінальному фільмі 1973 року лікар Тадокоро залишається в Японії, щоб стати свідком кінця, а його версія 2006 року успішно контролює бурову операцію, яка рятує націю.
- В оригінальному фільмі 1973 року прем'єр-міністр Ямамото є одним із останніх евакуйованих з Японії, тоді як у версії 2006 року прем'єр-міністр помирає, летячи до Китаю, щоб організувати допомогу біженцям.
- Версія фільму 2006 року не містить містера Ватарі, мудрого старого, який дає пораду Тадокоро у фільмі 1973 року.
- Версія лікаря Тадокоро 1973 року очолює урядову групу реагування на катастрофи під назвою D1, яка точно передбачає розпад Японії. Версія вченого 2006 року вперше дискредитована урядом, попри презентацію свого дослідження до того, як прем'єр-міністр прийме ситуацію і встановить D1 (з Тадокоро тимчасово поза картиною). Команда D1 базується на борту корабля. Тадокоро 1973 року, мабуть, самотня, а Тадокоро 2006 року розлучена вже 20 років.
- У початкових титрах оригінального фільму 1973 року зображені сцени переповненої Японії, тоді як у вступній частині фільму 2006 року представлені різні сцени повсякденного японського життя, а також широкі кадри кількох місць у Японії.
- Wadatsumi 6500 у фільмі 2006 року оснований на реальному підводному апараті Shinkai 6500. Рімейк віддає данину фільму 1973 року через появу його старшого брата Вадацумі 1, який тепер називається Вадацумі 2000.

## Релізи

### Домашні ЗМІ
Перед виходом фільму TBS випустила «Енциклопедію потоплення Японії» — спеціальний годинний DVD з інтерв'ю з акторами та знімальною групою. «Стандартна версія» була випущена 19 січня 2007 року.

### Масштабні моделі
У серпні 2006 року Такара Томі випустив дві партії мініатюр гашапонів із зображенням різних транспортних засобів з фільму. У січні 2007 року компанія випустила попередньо зібрану модель Shimokita розміром 1/700, яка була випущена в рамках лінійки Microworld DX.

## Критичний прийом
Фільм отримав неоднозначні відгуки. Дерек Еллі з Variety високо оцінив візуальні ефекти, але вважав елементи драми тонкими. Нікс із Beyond Hollywood.com зазначив, що фінал схожий на жертву Брюса Вілліса в Армагеддоні, а репліки деяких персонажів практично такі ж, як у західних фільмах-катастрофах. Марк Шіллінг, рецензент фільму Japan Times, заявив, що фільм був бізнесовим з точки зору ефектів у голлівудському стилі, які графічно показують руйнування. Він також звернув увагу на вибір Шибасакі на роль Рейко Абе і короткі сцени розмов, які відрізняються від фільму 1973 року, а також «м'який націоналізм» деяких персонажів, які вибирають померти в хаосі, а не залишити країну.